# NetBlocks
NetBlocks è un'organizzazione di giornalismo investigativo in ambito tecnologico, volta a monitorare la sicurezza durante la navigazione in internet e il controllo esercitato su di essa dai vari governi. Il servizio è stato lanciato nel 2017 da Alp Toker per valutare la libertà della rete ed ha sede a Londra, nel Regno Unito.
L'organizzazione, per esempio, si è impegnata a documentare le interruzioni o i disservizi di internet in diverse occasioni, come il blackout digitale in Iran nel 2019 e il blocco di Wikipedia in Venezuela, oppure i tentativi di sabotaggio ai siti di impianti nucleari da parte di hacker russi nel 2022, durante la guerra in Ucraina.